# Latina
Latina (lingua Latina) je italický jazyk z indoevropské rodiny jazyků, kterým se mluvilo ve starověkém Římě. Přestože je považována za mrtvý jazyk, stále si udržuje svůj význam.
Vznik latiny lze lokalizovat do Latia v okolí Říma přibližně v době před 7. stoletím př. n. l. Později se užívání latiny rozšířilo do většiny dnešní Itálie. S územní expanzí římské říše se latinský jazyk šířil do všech jejích provincií. Postupem času se hovorová (tzv. vulgární) latina na těchto územích vyvinula v dnešní románské jazyky, tj. francouzštinu, italštinu, španělštinu, portugalštinu, rumunštinu, rétorománštinu a další. Latina však silně ovlivnila (prostřednictvím francouzštiny) například také angličtinu.
Spisovná, literární latina se ve vzdělaném světě nadále užívala a po rozpadu západořímské říše se stala jazykem církve a vzdělanců. Díky úředně správnímu, církevnímu, univerzitnímu a literárně uměleckému užívání si středověká latina podržela své postavení až do prosazení národních jazyků v Evropě v průběhu renesance. Posléze se latina stala mrtvým jazykem. Dále se však užívá v křesťanské liturgii a správě, v odborné terminologii (v oborech lékařství, biologie, právo, filosofie, filologie, teologie, historie atd.).
Latina je dosud užívána v římskokatolické církvi a je jedním z úředních jazyků Vatikánu. Vedle starověké řečtiny je zdrojem mnoha termínů v různých vědeckých oborech. Latinská abeceda zvaná latinka je světově nejrozšířenějším písmem. Studiem latiny se zabývá klasická filologie.

## Latinská abeceda
Prapůvod latinky je v souhláskovém fénickém písmu, ze kterého vzniklo hláskové řecké písmo (alfabeta). Obyvatelé Latia své písmo odvodili z etruského písma, které si vytvořili pod vlivem alfabety sousední Etruskové.
Původní latinská abeceda měla 20 písmen: A, B, C, D, E, F, H, I, K, L, M, N, O, P, Q, R, S, T, V, X.
Některá písmena označovala dvě odlišné hlásky, proto se později začala používat další písmena: G dříve psané pomocí C, J psané pomocí I a U psané jako V. Velmi vzácné je písmeno K běžně psané C. Písmena Y a Z se používají pouze ve slovech přejatých z řečtiny pro přepis ypsilonu a zéty. Pro dvojhlásky AE a OE se někdy používají ligatury Æ a Œ.
Délka samohlásky se označuje zpravidla jen u didaktických textů (např. ve slovníku) pomocí diakritického znaménka v podobě vodorovné čárky na hláskou: Ā značí dlouhé á. V případě potřeby se značí i krátká samohláska obloučkem: Ă.
Ve starověkém Římě se používala jen majuskule, minusky (malá písmena) vznikly až ve středověku. Dnes se malá písmena běžně používají, velké písmeno se píše na začátku věty a u vlastních jmen a slov od nich odvozených. V klasické latině také nebyla běžná interpunkční znaménka. Na latinský pravopis mohou mít vliv také místní či oborové zvyklosti.

## Různé typy latinského jazyka

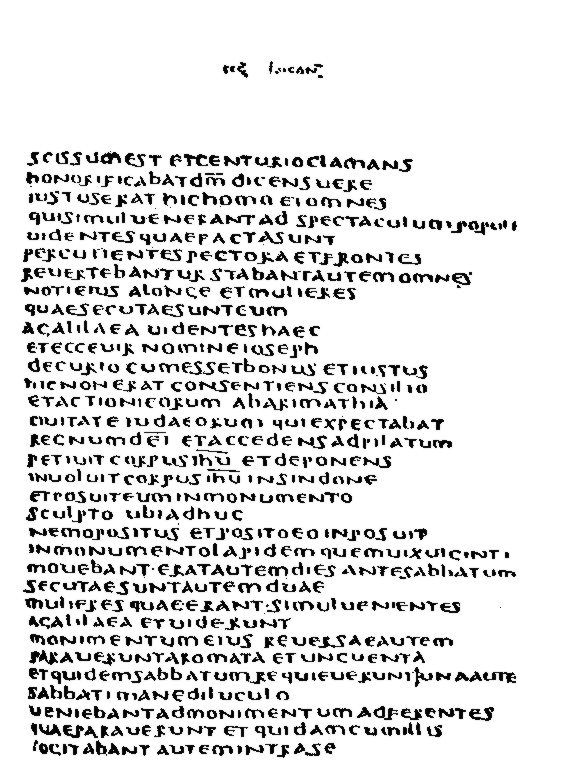
Latinský rukopis ze 6. století (Codex Bezae)

Latina, jazyk používaný po více než tisíc let, se vyvíjel a dnes se třídí do několika skupin podle vývoje a sféry použití. Tyto skupiny však nejsou často mezi sebou přesně vymezitelné.
- stará latina – latina až do začátku 1. století př. n. l. Texty psané v této formě ještě neznají ustálený úzus zápisu a objevují se v nich archaické tvary a formy, které se později již nepoužívaly.
- klasická latina – latina starověké římské říše, jazyk velkých „klasických“ antických autorů, především z doby přelomu letopočtu (především Caesar a Cicero, Ovidius, Horatius, Livius či Vergilius). Většinou bývá považována za obtížnější. Byla vzorem při obou velkých reformách latinského jazyka (karolinské a humanistické).
- vulgární latina byla mluveným nářečím obyvatelstva Západořímské říše z jejich nářečí se vyvinuly románské jazyky.
- středověká latina – latina od konce římské říše až (přibližně) do humanismu, nebo úžeji od doby karolinské reformace (cca 800) do humanismu. Počátky tohoto jazyka se kladou do posledních let západořímské říše, kdy se latina stala lidovým jazykem v mnoha krajích mimo rodnou Itálii a začala se značně zjednodušovat (omezení skloňování koncovkami, omezení konjunktivů, nahrazování akuzativních vazeb vedlejšími větami apod.). Prosazování nové vulgární či začínající středověké latiny je možné pozorovat v některých dílech Augustinových, v nichž tento biskup naráží na „lidový způsob mluvy“, nebo v díle poutnice do Svaté země Egerie (Itinerarium Egeriae); zde je lidovým jazykem psaný celý spis. Středověká latina doznala reformy v době Karla Velikého (tzv. karolinská reforma). Tato latina byla v mnohých aspektech ovlivněna národními jazyky a liší se tedy částečně od kraje ke kraji, hlavně v lexiku.
- humanistická latina – latina vzešlá z reformy za humanismu. V době humanismu stále větší prosazování národních jazyků vytlačovalo pomalu latinu z každodenního života; na druhé straně obdiv ke klasickým autorům způsobil opouštění „lidové“ mluvy a studium a úmyslný návrat ke klasické latině. Ten se projevoval především v syntaxi a stylistice; slovní zásoba musela naopak odpovídat své době. Právě v době humanismu a renesance vzniká základ dnešní italštiny, která byla původně toskánským nářečím lidové latiny a byla poprvé písemně použita v díle Zpěvník, jehož autorem byl slavný italský humanista Francesco Petrarca.
- církevní latina – latina používaná v církevních kruzích (např. při latinské mši). Latina, původně jazyk „všech věd“, se snad nejdéle jako oficiální jazyk udržel v církvi. „Církevnost“ spočívá nikoli v mluvnici (ta kopíruje vždy svou dobu), jako spíše v lexiku a idiomech. Zaměňování církevní latiny se středověkou je tedy z lingvistického hlediska nepřesné. Přesto byl vliv křesťanství ve středověku na latinu značný a pronikal i daleko mimo sféru ryze náboženskou. Křesťanství zavedlo do latiny mnoho nových slov (přejatých většinou z řečtiny či hebrejštiny, někdy přímo novotvary) již ve starověku – baptisma/baptismum, sabbatum, trinitas, aj. Díky vlivu evropských jazyků a reálií také mnoho slov dostalo nový význam či nové pádové vazby (confiteri alicui – chválit někoho; misereri alicui namísto misereri alicuius).

## Výslovnost
V dlouhé historii, kdy latina již nebyla národním jazykem, ale mezinárodním, církevním a odborným, se výslovnost latiny v jednotlivých zemích odlišila. Kromě toho, že výslovnost některých hlásek se přibližuje výslovnosti nejbližší podobné hlásky vyskytující se v jazyce mluvčího (např. české, německé a anglické „r“, otevřenost samohlásek atd.), se liší například výslovnost c před e, i, y, ae, oe nebo eu (v české latině se c v těchto případech čte tradičně jako c, v jiných verzích latiny častěji jako č), obdobně g před uvedenými samohláskami se v některých verzích latiny čte jako dž, zatímco v české latině se g čte vždy jako g. V některých verzích latiny se s v některých pozicích čte jako z.
O výslovnosti v jednotlivých historických fázích se vedou odborné spory, předpokládá se však, že původně bylo písmo důsledněji hláskové (tedy například Cicero mohl být původně čten jako Kikero).
Jinak se latinský zápis hlásek velmi podobá českému s těmito odlišnostmi:
- I označuje někdy samohlásku i a někdy souhlásku j.
- V církevní výslovnosti latiny se dvojhlásky ae i oe čtou jako české é. Klasická výslovnost je čte shodně se zápisem.
- Písmeno c se ve slabikách ci, ce čte jako č, jinak k. Klasická výslovnost jej čte vždy jako k.
- Jinak se délka samohlásek běžně nevyznačuje, v učebnicích se značí vodorovnou čárkou nad písmenem.*
- Slabiky di, ti, ni se obvykle vyslovují tvrdě, ti před samohláskou se však vyslovuje zpravidla jako ci.
- Písmena odpovídající českým písmenům se změkčovacím háčkem latina nemá.
- Písmeno q se vyskytuje pouze před písmenem u, seskupení qu se čte kv.
- Seskupení gu se zpravidla čte jako gv.
- Písmeno m na konci slov bývá nazalizováno.

* V období klasické latiny se délky samohlásek mnohdy vyznačovaly pomocí apexu, diakritického znaménka, podobnému české čárce nad samohláskami (s výjimkou písmene „i“, které bylo místo užití apexu vyryto protáhlé). Doklady užití apexu existují i ve formě tzv. staré římské kurzívy, což byla varianta latinské abecedy, jíž se psalo ručně.
| Písmeno | Příklad      | klasická latina | italská            | španělská     | portugalská   | francouzská | slovanská        | německá        | dánská          | anglická         |
| ------- | ------------ | --------------- | ------------------ | ------------- | ------------- | ----------- | ---------------- | -------------- | --------------- | ---------------- |
| a       | canis        | /a/             | /a(ː)/             | /a/           | /a/           | /a/         | /a/              | /a(ː)/         | /æ(ː)/ (/a(ː)/) | /ɑ(ː)/ nebo /eɪ/ |
| ā       | cāsus        | /aː/            | /a(ː)/             | /a/           | /a/           | /a/         | /a/              | /a(ː)/         | /æ(ː)/ (/a(ː)/) | /ɑ(ː)/ nebo /eɪ/ |
| ae (æ)  | saepe, bonae | /aɪ, ae, ɛː/    | /e(ː)/ nebo /ɛ(ː)/ | /e/           | /ɛ/           | /e/         | /ɛ/              | /eː/ nebo /ɛː/ | /ɛː/            | /eɪ/ nebo /iː/   |
| oe (œ)  | foetus       | /ɔɪ, oe, eː/    | /ɛ/                | /e/           | /ɛ/           | /e/         | /ɛ/ nebo /ʲo/    | /øː/           | /øː/            | /iː/             |
| ce,i    | benedīcimus  | /k/             | /tʃ/               | /θ/           | /tʃ/          | /s/         | /ts/             | /ts/           | /s/             | /s/              |
| ch      | pulcher      | /k, kʰ/         | /k/                | /k/           | /k/           | /k/         | /x/              | /x/ nebo /ç/   | /kʰ/            | /k/              |
| ge,i    | agimus       | /g/             | /dʒ/               | /x/           | /ʒ/           | /ʒ/         | /g/              | /g/            | /g/             | /dʒ/             |
| gn      | magnum       | /ŋn/            | /ɲɲ/               | /ɣn/          | /ɲ/ nebo /gn/ | /ɲ/         | /gn/             | /gn/ nebo /ŋn/ | /ŋn/            | /gn/             |
| h       | hominibus    | /h, -/          | /-/                | /-/           | /-/           | /-/         | /x/ nebo /h/     | /h/            | /h/             | /h/ nebo /-/     |
| o       | solum        | /ɔ/             | /o/                | /o/           | /ɔ/           | /o(ː)/      | /ɔ/              | /ɔ/ nebo /oː/  | /ʌ/ nebo /oː/   | /ɔ/ nebo /əʊ/    |
| ō       | sōlus        | /oː/            | /o/                | /o/           | /ɔ/           | /o(ː)/      | /ɔ/              | /ɔ/ nebo /oː/  | /ʌ/ nebo /oː/   | /ɔ/ nebo /əʊ/    |
| qu      | quis         | /kʷ/            | /kw/               | /kw/ nebo /k/ | /kw/          | /k/         | /kv/ nebo /kf/   | /kv/           | /kʰv/           | /kw/             |
| tiV     | nātiō        | /tɪ/            | /tsi/              | /θi/          | /si/          | /si/        | /tsi/ nebo /tsɨ/ | /tsɪ/          | /tsi/           | /ʃɪ/             |
| u       | ut, sumus    | /ʊ/             | /u/                | /u/           | /u/           | /y(ː)/      | /u/              | /ʊ/ nebo /uː/  | /u(ː)/ (/ɔ/)    | /ʌ/ nebo /juː/   |
| ū       | lūna         | /uː/            | /u/                | /u/           | /u/           | /y(ː)/      | /u/              | /ʊ/ nebo /uː/  | /u(ː)/ (/ɔ/)    | /ʌ/ nebo /juː/   |
| xce,i   | excelsis     | /ksk/           | /kstʃ/             | /sθ/          | /tʃ/          | /ks/        | /ksts/           | /ksts/         | /gs/            | /ks/             |

Dvojslabičná slova mají přízvuk na první slabice. Víceslabičná slova mají přízvuk na předposlední slabice, pokud je tato slabika dlouhá přirozeně nebo polohou, jinak na třetí slabice od konce. Přirozeně dlouhá slabika je taková, která obsahuje dlouhou samohlásku nebo dvojhlásku. Slabika je dlouhá polohou, jestliže po krátké samohlásce následuje skupina nejméně dvou souhlásek. Přízvuk ani délka se běžně v textu neoznačuje, v učebnicích a slovnících se délka značí vodorovnou čárkou nad písmenem (tzv. macron – např. ā; krátká slabika se značí obloučkem, tzv. breve, např. ă) a přízvuk šikmou čárkou (stejnou, jaká se používá v českých dlouhých samohláskách).

## Latinská gramatika

### Latinské pády
Latina má na rozdíl od češtiny pouze 6 pádů.
1. pád nominativ
2. pád genitiv
3. pád dativ
4. pád akuzativ
5. pád vokativ
6. pád ablativ

### Substantiva
Je latinský název pro podstatná jména. Substantiva jsou rozdělena do pěti deklinací. O zařazení do příslušné deklinace rozhoduje koncovka genitivu singuláru.
| Gen. sg. | Zařazení     | Vzor                 |
| -------- | ------------ | -------------------- |
| -ae      | 1. deklinace | femina               |
| -i       | 2. deklinace | servus, puer, verbum |
| -is      | 3. deklinace | miles, carmen, mare  |
| -us      | 4. deklinace | exercitus, cornu     |
| -ei      | 5. deklinace | dies, res            |

### Adjectiva
Adjektiva (přídavná jména) se skloňují ve shodě se substantivem podle první a druhé nebo podle třetí deklinace. Stupňování se provádí standardními koncovkami, případně nepravidelně, např.: bonus, melior, optimus (dobrý, lepší, nejlepší), malus, peior, pessimus (špatný, horší, nejhorší).

### Verba
Verba je latinský název pro slovesa. Pravidelná latinská slovesa jsou rozdělena do čtyř konjugací. O zařazení do příslušné konjugace rozhoduje koncovka aktivního infinitivu.
| konjugace | Koncovka | Vzor                     |
| --------- | -------- | ------------------------ |
| 1. konj.  | -āre     | laudāre (česky chválit)  |
| 2. konj.  | -ēre     | monēre (česky napomínat) |
| 3. konj.  | -ere     | legere (česky číst)      |
| 4. konj.  | -īre     | audīre (česky slyšet)    |

V latině jsou stejně jako v češtině tři osoby a dvě čísla: singulár a plurál. Rozlišují se časy: přítomný prézens, minulé: perfektum, imperfektum, plusquamperfektum a budoucí futurum I, futurum II. Dále se rozlišují způsoby: indikativ (oznamovací), konjunktiv, imperativ (rozkazovací) a infinitiv a dva rody: aktivum a pasivum. Rozdíl mezi perfektem a imperfektem odpovídá rozdílu mezi dokonavým a nedokonavým videm. Plusquamperfektum a futurum II vyjadřuje děj předcházející. Konjunktiv je způsob, který se v češtině nevyskytuje, často se překládá kondicionálem (podmiňovacím způsobem), který se naopak nevyskytuje v latině.
Ve slovníku bývají uvedeny čtyři tvary slovesa, které umožňují podle vzorů odvodit všechny ostatní tvary. Například:
- laudō, laudāre, laudāvī, laudātum

První dva tvary, první osoba singuláru indikativu prézentu aktiva (chválím) a infinitiv prézentu aktiva (chválit), slouží k určení konjugace a prézentního kmene (laud-). Třetí tvar je první osoba singuláru indikativu perfekta aktiva (pochválil jsem) a určuje kmen pro tvary perfekta (laudāv-). Poslední tvar je supinum, od kterého se odvozují tvary pasiva (kmen laudāt-).
Některá slovesa mají kmeny utvořené nepravidelně, například sloveso ferō, ferre, tulī, lātum (nést). Deponentní slovesa mají pouze tvary pasiva, které však mají význam činného rodu.

## Příklady

### Číslovky
| Latinsky | Česky |
| unus     | jeden |
| duo      | dva   |
| tres     | tři   |
| quattuor | čtyři |
| quinque  | pět   |
| sex      | šest  |
| septem   | sedm  |
| okto     | osm   |
| novem    | devět |
| decem    | deset |

## Vzorový text
Otčenáš (modlitba Páně):
Pater noster, quī es in caelīs,
sanctificētur nōmen tuum,
Adveniat rēgnum tuum.
Fīat voluntās tua,
sīcut in caelō, et in terrā.
Pānem nostrum quotīdiānum
dā nōbīs hodiē,
Et dimitte nōbīs dēbita nostra
Sīcut et nōs dimittimus
dēbitōribus nostrīs.
Et nē nōs indūcās in tentātiōnem,
sed līberā nōs ā malō.
quia tuum est rēgnum et potestās et glōria in saecula
Āmēn.

### Všeobecná deklarace lidských práv
| latinsky | Omnēs hominēs dignitāte et iūre līberī et parēs nāscuntur, ratiōnis et cōnscientiae participēs sunt, quibus inter sē concordiae studiō est agendum. |
| česky    | Všichni lidé se rodí svobodní a sobě rovní co do důstojnosti a práv. Jsou nadáni rozumem a svědomím a mají spolu jednat v duchu bratrství.          |